# Kalimnos
Kalimnos (grčki: Κάλυμνος) je grčki otok i općina iz otočne skupine Dodekanez u istočnom Egeju. Otok se nalazi zapadno od polutoka Bodrum (antički Halikarnas) između otoka Kosa (koji leži u pravcu juga na udaljenosti od 12 km) i Lerosa (koji leži u pravcu sjevera na udaljenosti od 2 km). Do Kalimnosa ima pet sati vožnje brodom s otoka Rodosa. Otok je bio znan i po svom talijanskom imenu Calino  i turskom Kilimli ili Kelemez.
U Općinu Kalimnos spadaju i obližnji naseljeni otoci Pserimos (130 stanovnika), Telendos (54 stanovnika), Kalolimnos (20 stanovnika) i Plati (2 stanovnika), uz to i mali nenaseljeni otoci tako da Općina ima oko 134 544 km² ukupne površine, i 16 441 stanovnika.

## Zemljopisne osobine
Otok ima ugrubo pravokutni oblik, dug je 21 km a širok 13 km, ima ukupnu površinu od 109 km ². Na sjevernoj strani nalazi se poluotok (koji kvari oblik pravokuta) on se prostire u smjeru sjeverozapada.
Kalimnos je uglavnom goroviti otok, vrlo složenog reljefa. Postoje tri glavna lanca gorja koje se protežu u pravcu zapad-sjeverozapad-sjeveroistok i istok, i četvrti koji se proteže na poluotok. Obala je vrlo razvedena, s mnogo zaštićenih uvala. Otok ima dosta izvora pitke vode, od kojih je jedan termalni. Veći dio otoka pokrivaju vapnenačke stijene, ali u dvije dolina je sloj dobre zemlje, ostatci drevnog vulkana i njegove aktivnosti, koji se nalazio pored sela Kantuni. Otok je uglavnom neplodan, osim u dvije plodne doline Vati i Potia, gdje se uzgajaju masline, naranče i grožđe.
Potresi su česta pojava na i oko Kalimnosa.

## Arhipelag Kalimnos
Pored Kalimnosa smješten je mali otok Telendos, koji je nekoć bio dio Kalimnosa, ali je nakon velikog potresa 554. godine razdvojen morskim kanalom od oko 800 m.
Između Kalimnosa i Kosa je otočić Pserimos koji je naseljen i ima površinu od 11 km ², on je jedan od najvećih manjih otoka Dodekaneza. Nedaleko od Pserimosa leži otočić Plati, a na oko 5 km u pravcu sjeveroistoka nalazi se otočić Kalolimnos.

## Povijest
Prvi izvorni stanovnici otoka bili su Karinjani za antike otok je bio pod vlašću obližnjeg otoka Kosa i dijelio njegovu sudbinu. Za srednjeg vijeka potpao je pod Bizant a tijekom 13. stoljeća postao je mletačka pomorsku baza. 
Od 1310. godine otok je postao posjed Malteških viteza s otoka Rodosa koji su od njega napravili svoje uporište. Zbog toga je napadan od strane Osmanlija 1457. i 1460., oni su ga konačno zauzeli 1522. godine. Za razliku od susjednih otoka Rodosa i Kosa, za vrijeme osmanske vladavine nije bilo turskih useljenika na Kalimnos.
Za talijansko-turskog rata 12. svibnja 1912., Kalimnos je zauzela talijanska mornarica (Regia Marina). Nakon toga Italija je preuzela kontrolu nad otokom zajedno s ostalim otocima Dodekaneza i vladala njime sve do 1947. godine, kada je Dodekanez ušao u sastav Kraljevine Grčke.

## Spužvarstvo
Spužvarstvo je za otočane jedno od glavnih zanimanja već od antičkih vremena. Spužvari s Kalimnosa bili su poput naših s otoka Krapnja znani po cijelom Sredozemlju.
Prvi spužvari ronili su bez ikakve opreme na dah, danas se uz opremu roni dublje ali je opasnost od dekompresije veća. Spužarstvo od 1980-ih doživljava krizu jer se među spužvama Istočnog Sredozemlja proširila bolest. 
Spužvarstvo i ljudi s otoka spojili su se u jedno. Otok ima tradicionalnu svečanost Tjedan spužve, koja se održava tjedan dana nakon Uskrsa.
Spužvari s Kalimnosa ronili su spužve od obližnjeg Pserimosa sve do obala Sjeverne Afrike. 

## Gospodarstvo
Budući da je većina otoka kamenita i gola (samo 18% zemljište je pogodno za zemljoradnju), poljoprivreda nikad nije bila glavna privredna djelatnost otočana, osim onih iz doline Vati. 
Većina žitelja Kalimnosa živjela je od mora, uglavnom trgujući i gradeći drvene brodove, ali je najveći izvor prihoda bilo spužvarstvo. Kalimnos je i danas centar spužarstva u Egejskom moru, tako da ima čak tri muzeja posvećena spužvama.
Otok je poznat po tradicionalnom zanatsvu - izradi oslikanih marama za glavu, dijelu tradicionalne narodne nošnje.
U novije vrijeme turizam je postao važan za privredu otoka, Kalimnos je poznat penjačima po stijenama. Otok od nedavno (2006.) ima i zračnu luku (Nacionalna zračna luka Kalimnos) pored glavnog grada Kalimnosa (Potie).
Od početka prošlog stoljeća, krenuo je veliki val iseljavanja s otoka (1925. godine otok je imao 24 000 stanovnika). Većina se iselila u Sjedinjene Američke Drržave u grad Tarpon Springs na Floridi i Australiju, u gradove Darwin i Melbourn.

## Pogledajte i ovo
- Dodekanez

## Vanjske poveznice
- Službene stranice (engl.) (grč.)